# Lydella nitida
Lydella nitida là một loài ruồi trong họ Tachinidae.